# Vuelo 646 de Air Canada
El vuelo 646 de Air Canada fue un vuelo desde el aeropuerto internacional Lester B. Pearson a Fredericton, Nuevo Brunswick, operado por Air Canada. El 16 de diciembre de 1997, a las 23:48 hora local, el Canadair CRJ-100ER (CL-65) se estrelló tras una frustrada fallida en Fredericton.  Todos los pasajeros y tripulantes sobrevivieron, pese a los noventa minutos de tiempo de respuesta de los servicios de emergencia y del inadecuado entrenamiento de emergencia de la tripulación. El avión fue declarado siniestro total, convirtiéndose en el segundo con una pérdida completa del CRJ-100.

## Accidente
La meteorología de Fredericton fue mala—la meteorología reportada daba una visibilidad vertical de 100 pies (30 m) y 1/8 de milla náutica en visibilidad horizontal. Las activación de las luces de pista, hacían que esta fuese visible desde 1200 pies (365,8 m) para la cabecera 15. A 200 pies (61 m) sobre el terreno el capitán aprobó el aterrizaje y el primer oficial, quien se encontraba volando el avión, respondió que aterrizaría el avión. Una vez que el primer oficial desconectó el piloto automático el avión comenzó a desplazarse de la línea central de pista y cuándo el avión se aproximaba a los 80 pies (24 m) sobre el terreno el primer oficial redujo el empuje de los motores al ralentí. El capitán, sabiendo que el avión estaba desplazado de la línea central de pista y al desconocer la cantidad de pista restante, ordenó realizar un aterrizaje frustrado.
Inmediatamente, el primer oficial desplazó la palanca de gases, seleccionó el modo de frustrada en el director de vuelo, y el avión comenzó a elevarse. Prácticamente de inmediato, la palanca comenzó a vibrar. El avión continuó elevando el morro y pronto entró en pérdida.
El avión comenzó a rotar a la derecha hasta que la punta de ala tocó la pista, doblando el ala hacia arriba. Entonces el avión se niveló hasta que el morro tocó la pista. Esto rompió la punta de ala derecha y el tren de aterrizaje de morro, destruyó el radomo, y causó graves daños a la parte inferior del avión. Se perdió toda la potencia eléctrica a excepción de las luces de emergencia. En ese momento, los motores habían alcanzado su máxima potencia, y el avión se empezó a virar sobre el tren de aterrizaje principal, saliéndose por el lado derecho de la pista, internándose en la nieve, hasta que llegó a una zanja que discurría paralela a la pista. Esto mandó al avión al aire, donde voló durante unos 1000 pies (305 m), impactó contra algunos árboles, y cayó deslizándose hasta detenerse. Un gran árbol se había internado en la cabina de pasajeros a través de la puerta principal de pasajeros, seccionando una sección en el fuselaje en las cinco primeras filas de asientos.
La tripulante de cabina de pasajeros, durante la secuencia del impacto, profirió órdenes para asumir la postura de emergencia y una vez que el avión se detuvo, inmediatamente evacuó el avión con la ayuda de una tripulante de cabina fuera de servicio. Algunos pasajeros no pudieron ser extricados y requirieron de rescate por parte de los servicios de bomberos.
No se decretó fuego en el interior del motor, tampoco ninguna muerte, y la mayoría de la gente fue capaz de evacuar el avión de manera satisfactoria. Varios pasajeros gravemente heridos tuvieron que ser extraídos de la aeronave con las cizallas neumáticas antes de recibir tratamiento médico.

## Rescate
El CRJ (CL-65) no estaba equipado con un transmisor de ubicación de la emergencia, ya que no fue obligado su uso. Esto, combinado con la nieve, niebla, y oscuridad, obstaculizó los esfuerzos de rescate ya que los primeros recursos no llegaron hasta noventa minutos después del accidente. Los pasajeros y tripulantes tampoco tenían forma de advertir a los rescatadores de su localización. Además, la tripulación ignoraba que las palancas fueron incluidas como parte del equipo de rescate estándar del avión. Esto provocó que no pudiesen ayudar a al menos seis personas atrapadas en el interior del avión tras el accidente, hasta la llegada de los servicios de rescate.

## Investigación
La Oficina de Seguridad en el Transporte presentó una lista con 29 causas y factores contribuyentes además de 16 factores agravantes en el protocolo de accidente y rescate, incluyendo los siguientes:
- Dadas las condiciones meteorológicas, de pista, y la experiencia del primer oficial, la decisión de permitir al primer oficial aterrizar el avión fue cuestionable, aunque se realizase conforme a la política de la aerolínea.
- Las alas habían acumulado hielo, degradando su perfil de vuelo, y reduciendo el máximo ángulo de ataque antes de la entrada en pérdida.
- El vibrador de palanca funcionó como estaba previsto pero el perfil alar reducido redujo el tiempo de advertencia que se esperaba del vibrador de palanca.
- Una frustrada sin contacto con el terreno se tornaba imposible en el momento que se inició debido a las condiciones meteorológicas y el perfil alar.
- La tripulación de vuelo no estaba formada de acuerdo a los requisitos legales en los procedimientos de emergencia, incluyendo las frustradas, rescates y salidas de emergencia.
- El entrenamiento en recuperación de pérdida no tenía en cuenta las condiciones meteorológicas en el momento del accidente.
- El procedimiento de frustrada publicado no tenía en cuenta el tiempo requerido para los motores para alcanzar el empuje suficiente para una frustrada cuando los motores se encontraban al ralentí.